# Ещадио да Луж
„Ещадио да Луж“ е футболен стадион в Лисабон, Португалия. Това е официалният стадион на ФК „Бенфика“. Наричан е „Катедралата“ от привържениците на отбора.
Наречен е на „Нашата Дама на Светлината“ (Nossa Senhora da Luz), което е името на енорията, в която се намира стадионът.
Съоръжението приема няколко мача от Европейското първенство през 2004 г., включително финала. Предишният стадион на клуба собственик, също наречен Ещадио да Луж и един от най-големите стадиони в света със 120 000 места, е разрушен, а новият – построен за турнира с официален капацитет от 65 400 седящи места. Предишният стадион е открит през 1954 г. и приема финала на КНК през 1992 г. пред 120 000 души – максималният капацитет тогава.
През 1999 г. Португалия е избрана за домакин на Евро 2004. „Бенфика“ представя план за построяване наново на стадиона, който да стане главно съоръжение на първенството. Официалното откриване се състои през октомври 2003 г.
На 20 март 2012 г. УЕФА обявява, че стадионът е избран да приеме финала на Шампионската лига през 2014 г., а по-късно е домакин и на финала през 2020 г.
През юни 2024 г. „Бенфика“ обявява, че ще увеличи капацитета на стадиона до близо 66 000 зрители, като добави 950 места, разположени в специален ред около стадиона, запазени за хора с двигателни увреждания.
През юли 2025 г. ремонтните дейности приключват и капацитета на стадиона е увеличен до 68 100 места.
Към 2025 г. на стадиона са изиграни 117 мача с участието на „Бенфика“ – 71 победи, 21 равенства и 25 загуби. Вкарани са 201 гола, а 108 са допуснати.